# Одбојкашка репрезентација Италије
Одбојкашка репрезентација Италије представља национални тим Италије на међународним такмичењима у одбојци. Заузима 4. мјесто на ФИВБ ранг-листи. Једна је од најуспјешнијих екипа у историји одбојке.

## Историја (1917—2015)

### Доба медиокритета (1917—1978)
Одбојка је у Италију стигла за вријеме Првог свјетског рата. Двије чете америчке војске су, 5. априла 1917. године, у Равени одиграле егзибициону утакмицу. У наредним годинама није било значајнијих помака, све до 1946. и оснивања Одбојкашког савеза Италије (ФИПАВ). 
Национални тим је, под командом Пјетра Бернардија, своју прву утакмицу одиграо у Паризу,19. априла 1947. године, против Француске и изгубио резултатом 3:1.
Наредне године је, са Анђелом Костом као новим селектором, освојена бронзана медаља на Европском првенству, које је одржано у Риму. Добар почетак, ипак, није значио много, па ће азури наредну медаљу на великом такмичењу чекати пуне три деценије. У међувремену су, осим просјечних резултата на најважнијим смотрама, освајане медаље на Медитеранским играма и Универзијади.
Под вођством Ивана Тринаестића, бившег југословенског репрезентативца, освојене су двије медаље на Медитеранским играма: златна у Либану 1959. и сребрна у Алжиру 1963.
Одоне Федерцони ће предводити азуре до златне медаље на Универзијади 1970, док ће његов насљедник, Франко Андерлини, успјети да освоји сребро на Медитеранским играма 1975.

### Наговјештаји успона (1978—1989)
Добијање права на организацију Свјетског првенства 1978. условило је настанак корјенитих промјена у начину на који функционишу Одбојкашки савез Италије (ФИПАВ) и национални тим. На том такмичењу се, мимо свих очекивања, сребрни галеб Кармела Питере домогао финала, у ком су Совјети били надмоћни, али је освојена медаља указивала на велике могућности италијанске одбојке. Негри, Ди Косте, Ди Бернардо, Греко, Дал'Олио, Алесандро, Наси, Лацерони, Кончети, Ланфранко, Иноченти и Шилипоти су скренули пажњу свјетске одбојкашке јавности на себе, привукли нека звучна имена ка Серији А1, те мотивисали мноштво дјечака на бављење одбојком. Тако се стварала основа за појаву најјаче лиге и репрезентације у Европи.
До стасавања генерације феномена, Италијани су освојили бронзану медаљу на Олимпијским играма 1984, те још пет медаља на мање важним такмичењима: злато (1983) и бронзу (1987) на Медитеранским играма и три бронзе (1983, 1985, 1987) на Универзијадама.

### Генерација феномена (1989—2000)
Италијанска лига је већ од средине осамдесетих почела да представља озбиљну, до тада незамисливу, конкуренцију совјетским тимовима. Сантрал Парма и Панини Модена су представљали нуклеус, из ког су се касније развиле најдоминантнија свјетска репрезентација и лига деведесетих.
Након веома лошег резултата на Олимпијским играма 1988. (9. мјесто) искусног Питеру је замијенио Аргентинац Хулио Веласко, којег је за нову функцију препоручило веома успјешно вођење Панини Модене, троструког узастопног допрвака Европе.
Окосницу тима који је у Веласковој ери харао Европом и свијетом чинили су: Андреа Лукета, Андреа Зорзи, Лука Кантагали, Паоло Тофоли, Андреа Гардини, Марко Брачи, Андреа Ђани, Пасквале Гравина, Фердинандо Де Ђорђи, Марко Мартинели, Микеле Пазинато, Клаудио Гали, потом касније прикључени Самуеле Папи и Андреа Сарторети као и, наравно, службено најбољи одбојкаш XX вијека, Лоренцо Бернарди.
Највећи супарник Италијанима у овом периоду били су Холанђани.
Ипак, доминацију на свјетским и европским првенствима те издањима Свјетске лиге нијесу пратила одговарајућа постигнућа на Олимпијским играма. И док је у Барселони 1992. освојено разочаравајуће 5. мјесто, дотле је у Атланти 1996. генерација феномена, оптерећена нестварним медијским притиском, али и сјајним наступом освете жедних Холанђана, пропустила велику прилику да се домогне једине златне медаље која јој је недостајала. Сребро је оцијењено као неуспјех, па се Веласко повукао. Исто су учинили Зорзи и Кантагали, док ће се Бернарди појавити на свега два такмичења у годинама које су слиједиле.
Нови селектор, Бразилац Бебето, задржао се релативно кратко - свега двије године - али је у том периоду успио да освоји Свјетску лигу и, још важније, Свјетско првенство 1998. Тај успјех је донекле остао у сјенци допинг скандала: након финалне утакмице је установљено да је Марко Брачи користио недозвољена средства. Играч је кажњен, али титула није промијенила власника.
Шеф стручног штаба је, потом, постао бивши репрезентативац Андреа Анастази, који је од челника федерације добио јасан задатак: задржати висок ниво, али и коначно освојити Олимпијске игре. Почело је одлично: у 1999. су освојене Свјетска лига и Европско првенство, а бронзана медаља са Свјетског купа је гарантовала пласман на Олимпијске игре. 
Олимпијска година је започета освајањем Свјетске лиге - осмим и, испоставиће се, посљедњим насловом италијанске репрезентације у овом такмичењу - па се очекивало да Игре у Сиднеју буду круна једне сјајне генерације. Ипак, опет су били „кратки“. У полуфиналу их је зауставила СР Југославија, па је тако чудесна генерација феномена сишла са велике сцене, а да ни у трећем покушају није успјела да освоји олимпијско злато.
Јаку утјеху су могли пронаћи у чињеници да су, за једанаест година, три пута били свјетски (1990, 1994, 1998), четири пута европски прваци (1989, 1993, 1995, 1999), осам пута освајачи Свјетске лиге (1990, 1991, 1992, 1994, 1995, 1997, 1999, 2000), те по једном побједници Свјетског купа (1995), Великог купа шампиона (1993), Игара добре воље (1990), "Топ 4" турнира (1994) и Супер Челенџ купа (1996). Укупно, на 30 великих такмичења, освојили су 28 медаља, од чега чак 20 златних. Што се тиче успјеха на такмичењима мањег значаја, помена су вриједне златна медаља на Медитеранским играма 1991. те сребрна (1997) и бронзана медаља (1995) на Универзијади. Сасвим довољно да их се, упркос томе што никада нијесу били олимпијски прваци, сматра највећим одбојкашким тимом XX вијека.

### Чување европског и губитак свјетског трона (2000—2005)
Након сиднејског неуспјеха, најискуснији играчи су одлучили да окончају своје репрезентативне каријере (Гардини, Брачи), неки су, упркос обећавајућем почетку, испали из комбинација (Розалба), а неки су паузирали, па се враћали у тим (Ђани, Меони, Пипи, Гравина, Тофоли, Корсано)... Поред раније помињаних Папија и Сарторетија, окосницу тима током овог периода чинили су Алесандро Феи, Валерио Вермиљо, Луиђи Мастранђело и, од 2004. године, Алберто Чизола. На самом почетку новог циклуса, примат у Свјетској лиги су преузели Бразилци, па су се азури морали задовољити другим мјестом (2001), док су, европском одбојком, краткотрајно, завладали Југословени. На Медитеранским играма у Тунису, под вођством Ким Хо Чула, освојена је златна медаља.
Четврто мјесто у Свјетској лиги и пето мјесто на Свјетском првенству 2002. су представљали неуспјех (симболично, у четвртфиналу су Италијане зауставили управо Бразилци, будући троструки прваци), па је, након оставке Анастазија, упражњено мјесто шефа стручног штаба, заузео Ђан Паоло Монтали.
Током наредне три године је постизао изванредне резултате. Двије европске титуле (2003, 2005), друго мјесто на Свјетском купу 2003, олимпијско сребро (Атина 2004) и треће мјесто на Великом купу шампиона (2005) указивали су на могућност да се Италијани одрже у врху свјетске одбојке, али до тога, макар у смислу остваривања континуитета, ипак није дошло. Посљедњи остаци генерације феномена су, након атинског финала, окончали репрезентативне каријере (Ђани, Сарторети, Тофоли; у суштини и Папи, који ће се појавити још само на два такмичења у наредних осам година), а млађи играчи - са изузетком освајања титуле пред домаћом публиком на Европском првенству 2005. године - нијесу се показали кадрима да одрже ниво својих славних претходника.

### Вријеме наизмјеничних успона и падова (2005—2015)
Титула освојена у Риму (2005) посљедња је до које се домогла италијанска репрезентација. Лоши резултати на Свјетском првенству 2006. и Европском првенству 2007. алармирали су челнике федерације, па је на селекторску клупу враћен Андреа Анастази. Но, са лимитираним играчким кадром, све што је на великим такмичењима постигао била су два четврта мјеста (на Олимпијским играма 2008. и Свјетском првенству 2010) те не превише значајна златна медаља на Медитеранским играма 2009.
Анастази се, након неуспјешног покушаја да се домогне медаље на домаћем терену (поменуто СП 2010) повукао, а селекторску функцију је наслиједио Мауро Беруто, под чијим вођством су освојене: бронзана медаља на Олимпијским играма 2012, двије сребрне медаље на европским првенствима (2011, 2013), двије бронзане медаље у Свјетској лиги (2013, 2014) и бронзана медаља у Великом купу шампиона (2013). Од медаља на мање битним такмичењима, помена је вриједно злато на Медитеранским играма 2013.
Након повлачења Вермиља, Мастранђела, Чизоле, Феија, Чернича и Саванија, најважнију улогу у репрезентацији имају Емануеле Бирарели, Драган Травица, Иван Зајцев, Филипо Ланца, Лука Ветори, Ђулио Саби...
На (Свјетском првенству 2014). Италијани су заузели слабо 13. мјесто, што указује на то да овај тим, иако веома квалитетан, не посједује ону снагу, која би му омогућила да, из године у годину, континуирано постиже одличне резултате.
Солидне партије у Свјетској лиги 2015. су им омогућиле пут на завршни турнир, али су тамо наступити у измијењеном саставу, пошто су, неколико дана прије поласка, из тима, због недисциплине, одстрањени кључни играчи: Драган Травица, Ђулио Саби, Иван Зајцев и Луиђи Рандацо. Освојено је шесто мјесто, а Мауро Беруто је мјесто селектора уступио свом замјенику Ђанлоренцу Бленђинију.
Захваљујући добром рејтингу, азури су добили позив за учешће на Свјетски куп, на ком су, појачани Кубанцем Османијем Хуантореном и повратницима (Зајцев и Саби), освојили друго мјесто, чиме су изборили пласман на Олимпијске игре 2016.
На Европском првенству, чија је завршница одржана у Бугарској, азури су освојили бронзану медаљу. У четвртфиналу су елиминисали фаворизоване Русе, али су у полуфиналу доживјели шокантан пораз од Словенаца.

## Резултати (1947—2015)

### Наступи на најзначајнијим такмичењима

#### Олимпијске игре
| Година             | Турнир                | Пласман               | ИГ                    | П                     | ИЗ                    | ДС                    | ИС                    |                       |
| ------------------ | --------------------- | --------------------- | --------------------- | --------------------- | --------------------- | --------------------- | --------------------- | --------------------- |
| Токио 1964.        | Није се квалификовала | Није се квалификовала | Није се квалификовала | Није се квалификовала | Није се квалификовала | Није се квалификовала | Није се квалификовала | Није се квалификовала |
| Мексико Сити 1968. | Није се квалификовала | Није се квалификовала | Није се квалификовала | Није се квалификовала | Није се квалификовала | Није се квалификовала | Није се квалификовала | Није се квалификовала |
| Минхен 1972.       | Није се квалификовала | Није се квалификовала | Није се квалификовала | Није се квалификовала | Није се квалификовала | Није се квалификовала | Није се квалификовала | Није се квалификовала |
| Монтреал 1976.     | Групна фаза           | 8. место              | 5                     | 0                     | 5                     | 2                     | 15                    |                       |
| Москва 1980.       | Групна фаза           | 9. место              | 5                     | 2                     | 3                     | 5                     | 11                    |                       |
| Лос Анђелес 1984.  | Полуфинале            | 3. место              | 6                     | 4                     | 2                     | 14                    | 7                     |                       |
| Сеул 1988.         | Први круг             | 9. место              | 7                     | 4                     | 3                     | 13                    | 13                    |                       |
| Барселона 1992.    | Четвртфинале          | 5. место              | 7                     | 5                     | 2                     | 18                    | 8                     |                       |
| Атланта 1996.      | Финале                | 2. место              | 8                     | 7                     | 1                     | 23                    | 5                     |                       |
| Сиднеј 2000.       |                       |                       |                       |                       |                       |                       |                       |                       |
| Атина 2004.        |                       |                       |                       |                       |                       |                       |                       |                       |
| Пекинг 2008.       |                       |                       |                       |                       |                       |                       |                       |                       |
| Лондон 2012.       |                       |                       |                       |                       |                       |                       |                       |                       |
| Рио 2016.          |                       |                       |                       |                       |                       |                       |                       |                       |
| Токио 2020.        | Четвртфинале          | 6. место              | 6                     | 4                     | 2                     | 14                    | 10                    |                       |
| Париз 2024.        | Полуфинале            | 4. место              | 6                     | 4                     | 2                     | 12                    | 10                    |                       |
| Укупно             | број/број             | '                     | '                     | '                     | '                     | '                     | '                     |                       |

| Година | Домаћин     | Позиција  |
| ------ | ----------- | --------- |
| 1984   | Лос Анђелес | 3. мјесто |
| 1988   | Сеул        | 9. мјесто |
| 1992   | Барселона   | 5. мјесто |
| 1996   | Атланта     | 2. мјесто |
| 2000   | Сиднеј      | 3. мјесто |
| 2004   | Атина       | 2. мјесто |
| 2008   | Пекинг      | 4. мјесто |
| 2012   | Лондон      | 3. мјесто |

#### Свјетска првенства
| Година | Домаћин          | Позиција         |
| ------ | ---------------- | ---------------- |
| 1949   | Чехословачка     | 8º мјесто        |
| 1952   | Совјетски Савез  | није учествовала |
| 1956   | Француска        | 14º мјесто       |
| 1960   | Бразил           | није учествовала |
| 1962   | Совјетски Савез  | 14º мјесто       |
| 1966   | Чехословачка     | 16º мјесто       |
| 1970   | Бугарска         | 15º мјесто       |
| 1974   | Мексико          | 19º мјесто       |
| 1978   | Италија          | 2º мјесто        |
| 1982   | Аргентина        | 14º мјесто       |
| 1986   | Француска        | 11º мјесто       |
| 1990   | Бразил           | 1º мјесто        |
| 1994   | Грчка            | 1º мјесто        |
| 1998   | Јапан            | 1º мјесто        |
| 2002   | Аргентина        | 5º мјесто        |
| 2006   | Јапан            | 5º мјесто        |
| 2010   | Италија          | 4º мјесто        |
| 2014   | Пољска           | 13º мјесто       |
| 2018   | Бугарска Италија | 5º мјесто        |
| 2022   | Пољска Словенија | 1º мјесто        |

#### Европска првенства
| Година | Домаћин                      | Позиција         |
| ------ | ---------------------------- | ---------------- |
| 1948   | Италија                      | 3º мјесто        |
| 1950   | Бугарска                     | није учествовала |
| 1951   | Француска                    | 8º мјесто        |
| 1955   | Румунија                     | 9º мјесто        |
| 1958   | Чехословачка                 | 10º мјесто       |
| 1963   | Румунија                     | 10º мјесто       |
| 1967   | Турска                       | 8º мјесто        |
| 1971   | Италија                      | 8º мјесто        |
| 1975   | Југославија                  | 10º мјесто       |
| 1977   | Финска                       | 8º мјесто        |
| 1979   | Француска                    | 5º мјесто        |
| 1981   | Бугарска                     | 7º мјесто        |
| 1983   | Источна Њемачка              | 4º мјесто        |
| 1985   | Холандија                    | 6º мјесто        |
| 1987   | Белгија                      | 9º мјесто        |
| 1989   | Шведска                      | 1º мјесто        |
| 1991   | Њемачка                      | 2º мјесто        |
| 1993   | Финска                       | 1º мјесто        |
| 1995   | Грчка                        | 1º мјесто        |
| 1997   | Холандија                    | 3º мјесто        |
| 1999   | Аустрија                     | 1º мјесто        |
| 2001   | Чешка                        | 2º мјесто        |
| 2003   | Њемачка                      | 1º мјесто        |
| 2005   | Италија / Србија и Црна Гора | 1º мјесто        |
| 2007   | Русија                       | 6º мјесто        |
| 2009   | Турска                       | 10º мјесто       |
| 2011   | Аустрија / Чешка             | 2º мјесто        |
| 2013   | Данска / Пољска              | 2º мјесто        |
| 2015   | Бугарска / Италија           | 3º мјесто        |

#### Свјетска лига
| Година | Домаћин завршног турнира | Позиција   |
| ------ | ------------------------ | ---------- |
| 1990   | Осака                    | 1º мјесто  |
| 1991   | Милано                   | 1º мјесто  |
| 1992   | Ђенова                   | 1º мјесто  |
| 1993   | Сао Паоло                | 3º мјесто  |
| 1994   | Милано                   | 1º мјесто  |
| 1995   | Рио де Жанеиро           | 1º мјесто  |
| 1996   | Ротердам                 | 2º мјесто  |
| 1997   | Москва                   | 1º мјесто  |
| 1998   | Милано                   | 4º мјесто  |
| 1999   | Мар дел Плата            | 1º мјесто  |
| 2000   | Ротердам                 | 1º мјесто  |
| 2001   | Катовице                 | 2º мјесто  |
| 2002   | Бело Хоризонте           | 4º мјесто  |
| 2003   | Мадрид                   | 3º мјесто  |
| 2004   | Рим                      | 2º мјесто  |
| 2005   | Београд                  | 7º мјесто  |
| 2006   | Москва                   | 6º мјесто  |
| 2007   | Катовице                 | 9º мјесто  |
| 2008   | Рио де Жанеиро           | 7º мјесто  |
| 2009   | Београд                  | 7º мјесто  |
| 2010   | Кордоба                  | 6º мјесто  |
| 2011   | Гдањск                   | 6º мјесто  |
| 2012   | Софија                   | 11º мјесто |
| 2013   | Мар дел Плата            | 3º мјесто  |
| 2014   | Фиренца                  | 3º мјесто  |
| 2015   | Рио де Жанеиро           | 6º мјесто  |

#### Свјетски куп
| Година | Домаћин         | Позиција         |
| ------ | --------------- | ---------------- |
| 1965   | Пољска          | није учествовала |
| 1969   | Источна Њемачка | није учествовала |
| 1977   | Јапан           | није учествовала |
| 1981   | Јапан           | 7º мјесто        |
| 1985   | Јапан           | није учествовала |
| 1989   | Јапан           | 2º мјесто        |
| 1991   | Јапан           | није учествовала |
| 1995   | Јапан           | 1º мјесто        |
| 1999   | Јапан           | 3º мјесто        |
| 2003   | Јапан           | 2º мјесто        |
| 2007   | Јапан           | није учествовала |
| 2011   | Јапан           | 4º мјесто        |
| 2015   | Јапан           | 2º мјесто        |

#### Велики куп шампиона
| Година | Домаћин | Позиција         |
| ------ | ------- | ---------------- |
| 1993   | Јапан   | 1º мјесто        |
| 1997   | Јапан   | није учествовала |
| 2001   | Јапан   | није учествовала |
| 2005   | Јапан   | 3º мјесто        |
| 2009   | Јапан   | није учествовала |
| 2013   | Јапан   | 3º мјесто        |

### Наступи на осталим такмичењима

#### Медитеранске игре
| Година | Домаћин         | Позиција         |
| ------ | --------------- | ---------------- |
| 1959   | Бејрут          | 1º мјесто        |
| 1963   | Напуљ           | 2º мјесто        |
| 1967   | Тунис           | није учествовала |
| 1971   | Измир           | није учествовала |
| 1975   | Алжир           | 2º мјесто        |
| 1979   | Сплит           | 4º мјесто        |
| 1983   | Казабланка      | 1º мјесто        |
| 1987   | Латакија        | 3º мјесто        |
| 1991   | Атина           | 1º мјесто        |
| 1993   | Лангдок-Русијон | није учествовала |
| 1997   | Бари            | 4º мјесто        |
| 2001   | Тунис           | 1º мјесто        |
| 2005   | Алмерија        | 5º мјесто        |
| 2009   | Пескара         | 1º мјесто        |
| 2013   | Мерсин          | 1º мјесто        |

#### Универзијада
| Година | Домаћин          | Позиција                         |
| ------ | ---------------- | -------------------------------- |
| 1959   | Торино           | -                                |
| 1961   | Софија           | -                                |
| 1963   | Порто Алегре     | -                                |
| 1965   | Будимпешта       | -                                |
| 1967   | Токио            | -                                |
| 1970   | Торино           | 1º мјесто                        |
| 1973   | Москва           | -                                |
| 1975   | Рим              | Такмичење у одбојци није одржано |
| 1977   | Софија           | -                                |
| 1979   | Мексико Сити     | -                                |
| 1981   | Букурешт         | -                                |
| 1983   | Едмонтон         | 3º мјесто                        |
| 1985   | Кобе             | 3º мјесто                        |
| 1987   | Загреб           | 3º мјесто                        |
| 1989   | Дуизбург         | Такмичење у одбојци није одржано |
| 1991   | Шефилд           | -                                |
| 1993   | Бафало           | -                                |
| 1995   | Фукуока          | 3º мјесто                        |
| 1997   | Катанија         | 2º мјесто                        |
| 1999   | Палма де Мајорка | -                                |
| 2001   | Пекинг           | -                                |
| 2003   | Даегу            | -                                |
| 2005   | Измир            | 3º мјесто                        |
| 2007   | Бангкок          | -                                |
| 2009   | Београд          | -                                |
| 2011   | Шенџен           | -                                |
| 2013   | Казањ            | -                                |
| 2015   | Гвангжу          | -                                |

#### Меморијал „Хуберт Вагнер“
| Година | Домаћин               | Позиција         |
| ------ | --------------------- | ---------------- |
| 2003   | Олштин                | није учествовала |
| 2004   | Олштин, Илава         | није учествовала |
| 2005   | Олштин, Илава         | није учествовала |
| 2006   | Олштин,Острода        | 7º мјесто        |
| 2007   | Олштин, Елблаг, Илава | није учествовала |
| 2008   | Олштин                | није учествовала |
| 2009   | Лођ                   | 2º мјесто        |
| 2010   | Бидгошч               | није учествовала |
| 2011   | Катовице              | 1º мјесто        |
| 2012   | Зјелона Гора          | није учествовала |
| 2013   | Плоцк                 | није учествовала |
| 2014   | Краков                | није учествовала |
| 2015   | Торуњ                 | није учествовала |

#### Турнир "Топ 4"
| Година | Домаћин | Позиција         |
| ------ | ------- | ---------------- |
| 1988   | Јапан   | није учествовала |
| 1990   | Јапан   | 2º мјесто        |
| 1992   | Јапан   | није учествовала |
| 1994   | Јапан   | 1º мјесто        |

#### Супер Челенџ куп
| Година | Домаћин | Позиција  |
| ------ | ------- | --------- |
| 1996   | Јапан   | 1º мјесто |

#### Игре добре воље
| Година | Домаћин | Позиција         |
| ------ | ------- | ---------------- |
| 1986   | Москва  | није учествовала |
| 1990   | Сијетл  | 1º мјесто        |

## Селектори
| #  | Играч                           | Од – до     |
| -- | ------------------------------- | ----------- |
| 1  | Пјетро Бернарди                 | 1947        |
| 2  | Анђело Коста                    | 1947—1949   |
| 3  | Ренцо Дел Чика                  | 1949 – 1953 |
| 4  | Иван Тринаестић                 | 1953 – 1966 |
| 5  | Јозеф Козак                     | 1966 – 1969 |
| 6  | Одоне Федерцони                 | 1969—1974   |
| 7  | Франко Андерлини                | 1974—1976   |
| 8  | Адријано Павлика                | 1976—1977   |
| 9  | Едвард Скорек                   | 1978        |
| 10 | Кармело Питера                  | 1978—1988   |
| 11 | Микеланђело Ло Бјанко           | 1988        |
| 12 | Хулио Веласко                   | 1988—1996   |
| 13 | Пауло Роберто де Фреиташ Бебето | 1996—1998   |
| 14 | Андреа Анастази                 | 1998—2002   |
| 15 | Ђан Паоло Монтали               | 2002—2007   |
| 16 | Андреа Анастази                 | 2007—2010   |
| 17 | Мауро Беруто                    | 2010 - 2015 |
| 18 | Ђанлоренцо Бленђини             | 2015 -      |

## Рекорди

### Игачи са највише одиграних утакмица
Списак је сачињен 12. августа 2012. године.
| #  | Играч               | Од – до     | Утакмица |
| -- | ------------------- | ----------- | -------- |
| 1  | Андреа Ђани         | 1988 – 2005 | 478      |
| 2  | Андреа Гардини      | 1986 – 2000 | 418      |
| 3  | Луиђи Мастранђело   | 1999 – ?    | 363      |
| 4  | Самуеле Папи        | 1993 – 2012 | 361      |
| 5  | Марко Брачи         | 1988 – 2002 | 347      |
| 6  | Паоло Тофоли        | 1987 – 2004 | 342      |
| 7  | Лука Кантагали      | 1986 – 1996 | 330      |
| =  | Фердинандо Де Ђорђи | 1987 – 2002 | 330      |
| =  | Андреа Сарторети    | 1993 – 2004 | 330      |
| 10 | Андреа Зорзи        | 1986 – 1998 | 325      |

## Тренутни састав
Играчи пријављени за наступ у Свјетској лиги 2015.
| №               | Име                  | Датум рођења        | Висина (cm)    | Маса (kg)      | Смеч (cm)      | Блок (cm)      | Клуб                       |
| Средњи блокери  | Средњи блокери       | Средњи блокери      | Средњи блокери | Средњи блокери | Средњи блокери | Средњи блокери | Средњи блокери             |
| --------------- | -------------------- | ------------------- | -------------- | -------------- | -------------- | -------------- | -------------------------- |
| 15              | Емануеле Бирарели    | 8. фебруар 1981.    | 202            | 95             | 340            | 316            | Трентино Волеј             |
| 19              | Симоне Анцани        | 24. фебруар 1992.   | 204            | 100            | 350            | 330            | Блу Волеј Верона           |
| 1               | Стефано Менгоци      | 6. јун 1985.        | 202            | 88             | 333            | 318            | Порто Робур Коста          |
| 11              | Симоне Бути          | 19. септембар 1983. | 206            | 100            | 346            | 328            | Сир Сејфти Перуђа          |
| 14              | Матео Пјано          | 24. октобар 1990.   | 208            | 102            | 352            | 325            | Модена Волеј               |
| 24              | Ајмоне Алети         | 28. јун 1985.       | 207            | 90             | 342            | 310            | Копра Пјаченца             |
| 22              | Елија Боси           | 15. август 1994.    | 202            | 91             | 343            | 320            | Молфета                    |
| Техничари       |                      |                     |                |                |                |                |                            |
| 13              | Драган Травица       | 28. август 1986.    | 200            | 94             | 335            | 320            | Белогорје                  |
| 8               | Давиде Саита         | 23. јун 1987.       | 182            | 92             | 320            | 300            | Спејсерс Тулуз Волеј       |
| 5               | Адријано Паолучи     | 11. фебруар 1979.   | 190            | 84             | 310            | 290            | Сир Сејфти Перуђа          |
| 6               | Симоне Ђанели        | 6. август 1996.     | 198            | 92             | 342            | 265            | Трентино Волеј             |
| Коректори       |                      |                     |                |                |                |                |                            |
| 4               | Лука Ветори          | 26. април 1991.     | 200            | 95             | 345            | 323            | Модена Волеј               |
| 18              | Ђулио Саби           | 10. август 1989.    | 201            | 92             | 352            | 325            | Лубе Банка Мачерата        |
| 2               | Габријеле Нели       | 4. децембар 1993.   | 210            | 100            | 355            | 320            | Трентино Волеј             |
| Примачи сервиса |                      |                     |                |                |                |                |                            |
| 9               | Иван Зајцев          | 2. октобар 1988.    | 202            | 92             | 355            | 348            | Динамо Москва              |
| 10              | Филипо Ланца         | 3. март 1991.       | 198            | 98             | 350            | 330            | Трентино Волеј             |
| 12              | Луиђи Рандацо        | 30. април 1994.     | 198            | 92             | 352            | 255            | Алтотевере Чита Ди Кастело |
| 16              | Олег Антонов         | 28. јул 1988.       | 198            | 88             | 340            | 310            | Тур ВБ                     |
| 23              | Јакопо Бото          | 22. септембар 1987. | 191            | 76             | 345            | 320            | Веро Волеј                 |
| 25              | Јакопо Масари        | 2. јун 1988.        | 185            | 79             | 328            | 310            | Копра Пјаченца             |
| 21              | Андреа Галијани      | 6. јануар 1988.     | 205            | 93             | 360            | 335            | Веро Волеј                 |
| 3               | Ђакомо Рафаели       | 7. фебруар 1995.    | 198            | 95             | 338            | 330            | Клуб Италија               |
| Либеро          |                      |                     |                |                |                |                |                            |
| 20              | Масимо Колачи        | 21. фебруар 1985.   | 180            | 75             | 324            | 308            | Трентино Волеј             |
| 7               | Салваторе Росини     | 13. јул 1986.       | 185            | 82             | 312            | 301            | Модена Волеј               |
| 17              | Андреа Ђови          | 19. август 1983.    | 183            | 80             | 310            | 290            | Сир Сејфти Перуђа          |
| Стручни штаб    |                      |                     |                |                |                |                |                            |
| Селектор        | Мауро Беруто         | 8. мај 1969.        |                |                |                |                |                            |
| Тим менаџер     | Стефано Шаша         |                     |                |                |                |                |                            |
| 1º асистент     | Ђан Лоренцо Бленђини | 29. децембар 1971.  |                |                |                |                |                            |
| 2º асистент     | Мирко Корсано        | 28. октобар 1973.   |                |                |                |                |                            |
| Љекар           | Пјеро Бенели         | 12. октобар 1955.   |                |                |                |                |                            |
| Физиотерапеут   | Давиде Лама          | 20. октобар 1970.   |                |                |                |                |                            |